# ヴァンゲリス・パヴリディス
ヴァンゲリス・パヴリディス（Vangelis Pavlidis）ことエヴァンゲロス・パヴリディス（Evangelos Pavlidis、1998年11月21日 - ）は、ギリシャ・テッサロニキ出身のサッカー選手。ギリシャ代表。SLベンフィカ所属。ポジションはフォワード。

## クラブ経歴
2015年に渡独し、VfLボーフムの下部組織に加入した。ボーフムU-19チームではU-19リーグ45試合20得点13アシストを記録し、2016年5月15日、1.FCハイデンハイム戦でトップチームデビューを果たした。
2018年1月26日、ボルシア・ドルトムント IIに2年半の契約でレンタル移籍した。
2019年1月17日、2018-19シーズン終了までヴィレムIIに買い取りオプション付きでレンタルされた。4月、ヴィレムは買い取りオプションを行使して、パヴリディスのヴィレム完全移籍が決まり、3年契約を交わした。
2021年7月9日、AZアルクマールに移籍した。
2023-24シーズン、リーグで29得点を決め、ルーク・デ・ヨングと並んでリーグ得点王となった。
2024年7月1日、プリメイラ・リーガ・SLベンフィカに5年契約で移籍。また、契約期間中に移籍した場合、AZにはそのキャピタルゲインの10％を得る権利が付随する。

## 代表経歴
2019年8月29日、ヨン・ファント・シップによってUEFA EURO 2020予選を戦うギリシャA代表に召集され、フィンランド戦でデビューを果たし、10月10日のボスニア・ヘルツェゴビナ戦で初ゴールを記録した。
2024年10月10日、ウェンブリー・スタジアムで開催されたUEFAネーションズリーグ2024-25・リーグB のイングランド戦でパヴリディスは49分に先制点を挙げ、得点直後にはこの試合の数日前に亡くなったギリシャ代表DFジョージ・バルドックのユニフォームをスタンドに掲げた。その後、87分にイングランドのジュード・ベリンガムに同点ゴールを決められるも、94分に再びパヴリディスが値千金の勝ち越しゴールを決めたことで2-1の勝利を飾り、ギリシャは初めてイングランド相手に白星をあげた。一方で、パヴリディスはこの初勝利を純粋に祝うことができないと心境を吐露した。
この試合は我々にとって特別な日であり、特別な試合だった。私たちの思いはジョージと共にある。（中略）彼の家族の強さを祈り、フットボールの話はしない。一日中ずっと心が麻痺していた。我々は今夜勝利したが、祝杯はあげたくない。言葉も出ない。—パヴリディス

## 個人成績

### クラブでの成績
2024年10月12日現在
| クラブ          | シーズン       | リーグ戦               | リーグ戦 | リーグ戦 | カップ戦 | カップ戦 | 国際大会 | 国際大会 | 通算 | 通算 |
| クラブ          | シーズン       | ディビジョン           | 出場     | 得点     | 出場     | 得点     | 出場     | 得点     | 出場 | 得点 |
| --------------- | -------------- | ---------------------- | -------- | -------- | -------- | -------- | -------- | -------- | ---- | ---- |
| ボーフム        | 2015-16        | 2. ブンデスリーガ      | 1        | 0        | 0        | 0        | —        | —        | 1    | 0    |
| ボーフム        | 2016-17        | 2. ブンデスリーガ      | 3        | 0        | 0        | 0        | —        | —        | 3    | 0    |
| ボーフム        | 2017-18        | 2. ブンデスリーガ      | 0        | 0        | 0        | 0        | —        | —        | 0    | 0    |
| ボーフム        | 通算           | 通算                   | 4        | 0        | 0        | 0        | —        | —        | 4    | 0    |
| ドルトムント II | 2017-18        | レギオナルリーガ・西部 | 17       | 5        | —        | —        | —        | —        | 17   | 5    |
| ドルトムント II | 2018-19        | レギオナルリーガ・西部 | 15       | 2        | —        | —        | —        | —        | 15   | 2    |
| ドルトムント II | 通算           | 通算                   | 32       | 7        | —        | —        | —        | —        | 32   | 7    |
| ヴィレムII      | 2018–19        | エールディヴィジ       | 14       | 5        | 3        | 1        | —        | —        | 17   | 6    |
| ヴィレムII      | 2019-20        | エールディヴィジ       | 25       | 11       | 3        | 2        | —        | —        | 28   | 13   |
| ヴィレムII      | 2020-21        | エールディヴィジ       | 34       | 12       | 1        | 0        | 2        | 2        | 37   | 14   |
| ヴィレムII      | 通算           | 通算                   | 73       | 28       | 7        | 3        | 2        | 2        | 82   | 33   |
| AZ              | 2021-22        | エールディヴィジ       | 37       | 18       | 4        | 3        | 10       | 4        | 51   | 25   |
| AZ              | 2022-23        | エールディヴィジ       | 25       | 12       | 2        | 1        | 13       | 9        | 40   | 22   |
| AZ              | 2023-24        | エールディヴィジ       | 34       | 29       | 2        | 1        | 10       | 3        | 46   | 33   |
| AZ              | 通算           | 通算                   | 96       | 59       | 8        | 5        | 33       | 16       | 137  | 80   |
| ベンフィカ      | 2024-25        | プリメイラ・リーガ     | 8        | 2        |          |          | 2        | 0        | 10   | 2    |
| ベンフィカ      | 通算           | 通算                   | 8        | 2        |          |          | 2        | 0        | 10   | 2    |
| キャリア総通算  | キャリア総通算 | キャリア総通算         | 213      | 96       | 15       | 8        | 37       | 18       | 265  | 122  |

1. ↑  UEFAヨーロッパリーグ
2. ↑  ヨーロッパリーグ2試合、カンファレンスリーグ8試合4得点を記録
3. 1 2  UEFAヨーロッパカンファレンスリーグ
4. ↑  UEFAチャンピオンズリーグ

### 代表での出場
2024年10月12日現在
- 国際Aマッチ : 41試合8得点（2019年 - ）

| ギリシャ代表 | 国際Aマッチ | 国際Aマッチ |
| 年           | 出場        | 得点        |
| ------------ | ----------- | ----------- |
| 2019         | 5           | 1           |
| 2020         | 5           | 0           |
| 2021         | 11          | 4           |
| 2022         | 6           | 1           |
| 2023         | 9           | 0           |
| 2024         | 5           | 2           |
| 通算         | 41          | 8           |

### 代表での得点
| #  | 開催日         | 開催地                                 | 対戦国                   | スコア | 結果 | 試合概要                   |
| -- | -------------- | -------------------------------------- | ------------------------ | ------ | ---- | -------------------------- |
| 1. | 2019年10月15日 | アテネ, アテネ・オリンピックスタジアム | ボスニア・ヘルツェゴビナ | 1–0    | 2–1  | EURO 2020・予選            |
| 2. | 2021年3月28日  | テッサロニキ, PAOKスタジアム           | ホンジュラス             | 1–0    | 2–1  | 親善試合                   |
| 3. | 2021年3月28日  | テッサロニキ, PAOKスタジアム           | ホンジュラス             | 2–1    | 2–1  | 親善試合                   |
| 4. | 2021年9月1日   | バーゼル, ザンクト・ヤコブ・パルク     | スイス                   | 1–1    | 1–2  | 親善試合                   |
| 5. | 2021年9月8日   | アテネ, アテネ・オリンピックスタジアム | スウェーデン             | 2–0    | 2–1  | カタールW杯・欧州予選      |
| 6. | 2022年6月9日   | ヴォロス, パンテサリコ・スタディオ     | キプロス                 | 2–0    | 3–0  | ネーションズリーグ2022-23  |
| 7. | 2024年10月10日 | ロンドン, ウェンブリー・スタジアム     | イングランド             | 1–0    | 2–1  | ネーションズリーグ 2024-25 |
| 8. | 2024年10月10日 | ロンドン, ウェンブリー・スタジアム     | イングランド             | 2–0    | 2–1  | ネーションズリーグ 2024-25 |

## タイトル

### 個人
- エールディヴィジ月間最優秀選手 : 2023年8月、2023年10月
- エールディヴィジ月間ベストイレブン : 2021年5月、2021年10月、2022年4月、2023年1月、2023年8月、2023年10月
- エールディヴィジ得点王 : 2023-24